# Mesanthura excelsa
Mesanthura excelsa är en kräftdjursart som beskrevs av Pires 1981. Mesanthura excelsa ingår i släktet Mesanthura och familjen Anthuridae. Inga underarter finns listade i Catalogue of Life.